# Scho-Ka-Kola

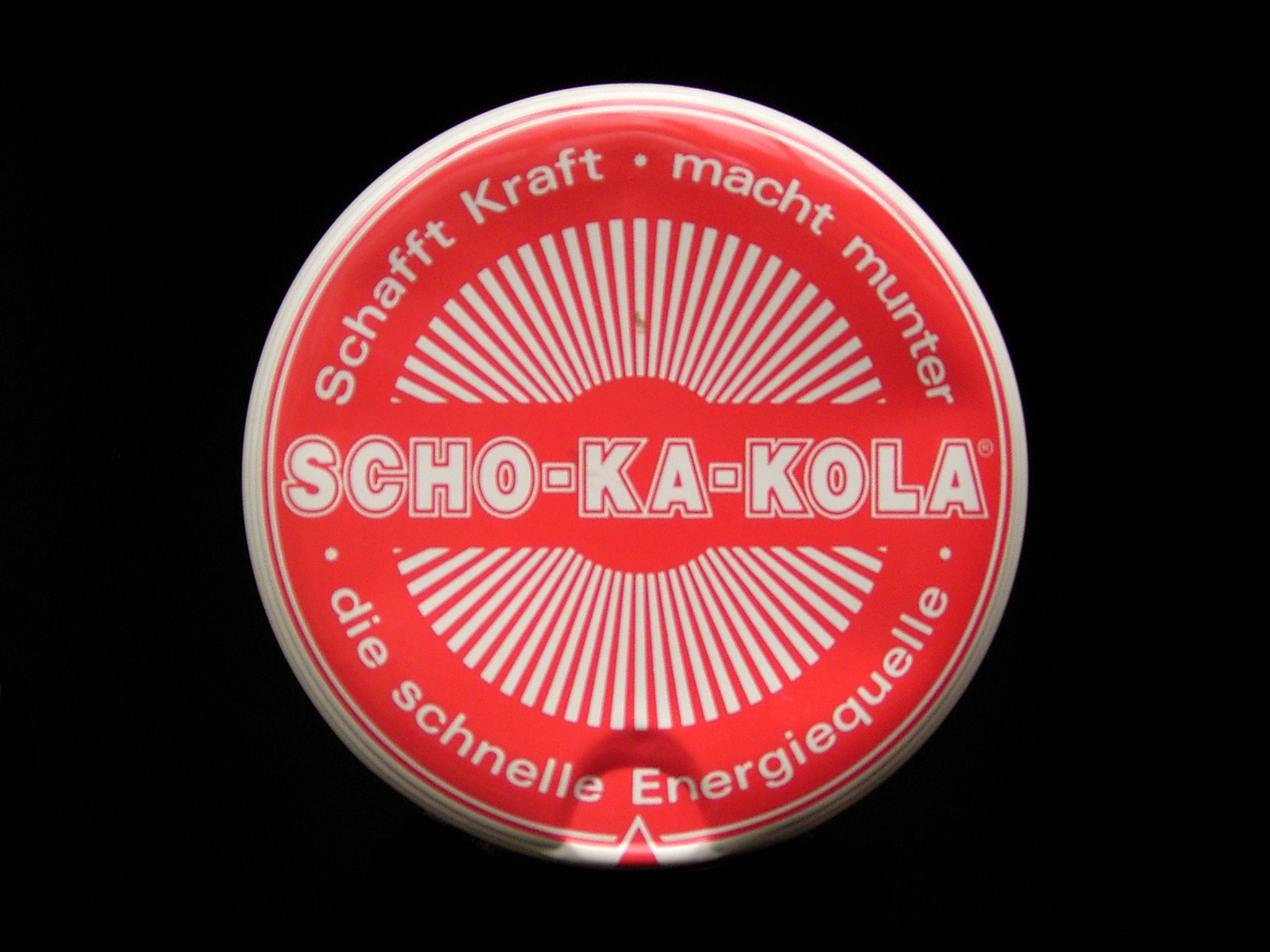
Puszka Scho-Ka-Koli

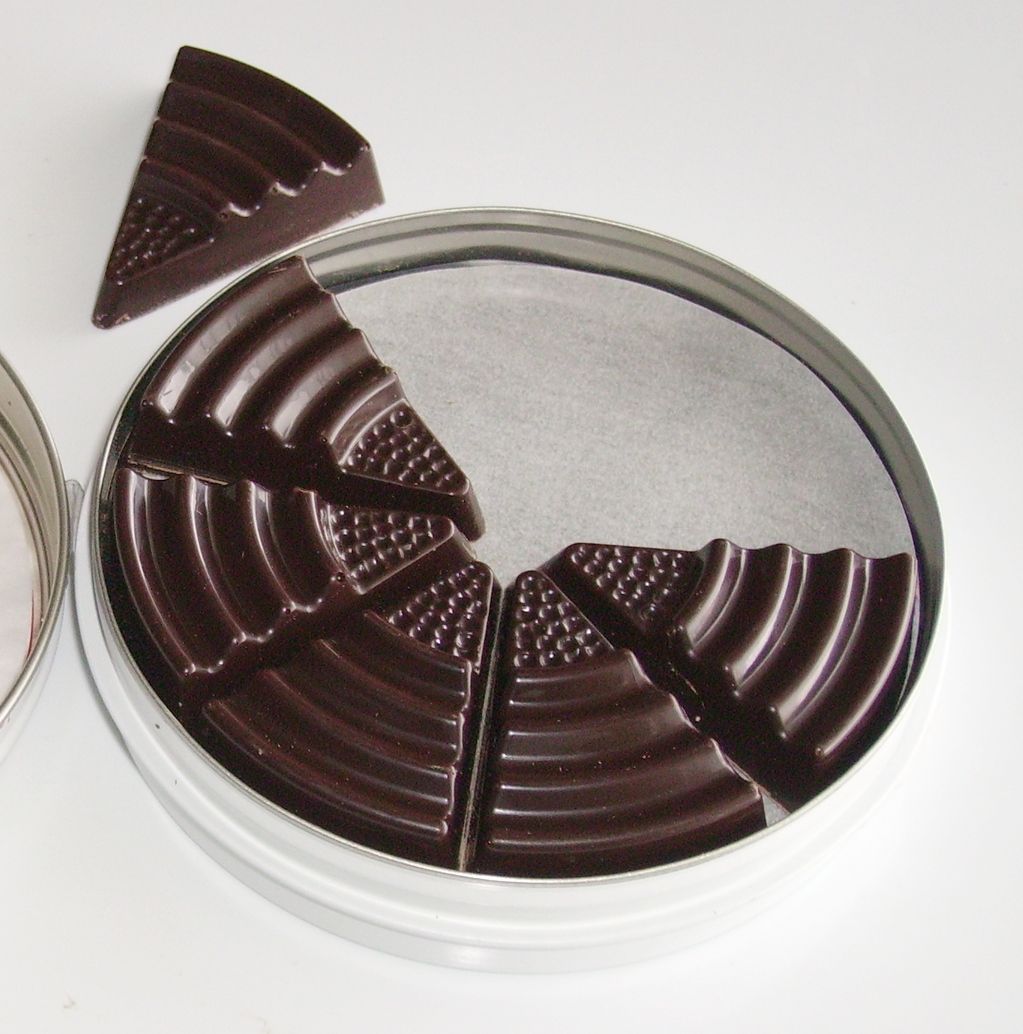
Otwarta puszka z sześcioma kawałkami czekolady

Scho-Ka-Kola − marka czekolady niemieckiej zawierającej dodatkowo kofeinę z kawy i orzeszków kola. Czekolada ta jest dzielona na kawałki o kształcie trójkąta i sprzedawana w okrągłych metalowych puszkach, których kształt niewiele zmienił się od czasu wprowadzenia jej na rynek w 1936 roku. Każde okrągłe pudełko zawiera 100 g czekolady w postaci 16 kostek, z których każda zawiera 12,5 mg kofeiny.
Składniki: kakao (58%), cukier, masło kakaowe, kawa (2,6%), pełne mleko w proszku, orzeszki kola (1,6%), lecytyna sojowa (częściowo zhydrolizowana) – E322 (emulgator), polirycynoleinian poliglicerolu – E 476 (emulgator) i aromat. Może zawierać śladowe ilości orzechów laskowych, migdałów i glutenu.

## Historia
Scho-Ka-Kola została wytworzona przez firmę Hildebrand, Kakao- und Schokoladenfabrik GmbH w 1935 i została wprowadzona na rynek z okazji Igrzysk Olimpijskich w Berlinie jako "Czekolada Sportowa". Podczas II wojny światowej nazywana "Czekoladą Lotniczą" lub "Czekoladą pilotów", gdyż była na wyposażeniu racji Luftwaffe. Po zakończeniu wojny, podczas okupacji Niemiec, jej dystrybucję prowadzili alianci.
W 1969 roku dr Hans Imhoff przejął fabrykę i odkupił również Stollwerck AG od Deutsche Bank celem dystrybucji swoich wyrobów. 1 lipca 2005 roku Genuport Trade AG przejął wszystkie marki i prawa do dystrybucji produktu. Obecnie jest on produkowany w Berlinie i jest dostępny na terenie Niemiec, lecz jest eksportowany za granicę w niewielkiej skali.